# Busse (Adelsgeschlecht)

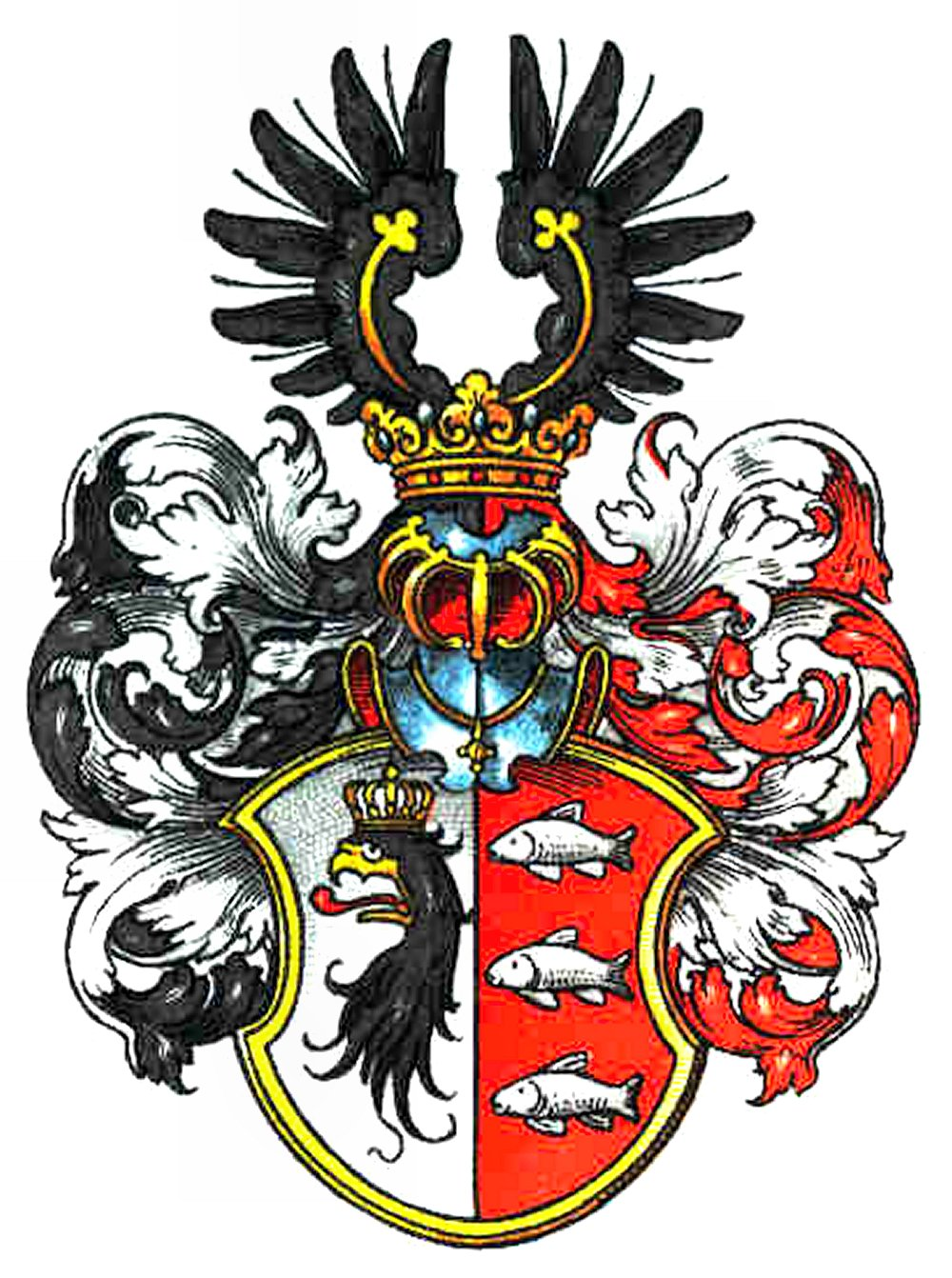
Wappen derer von Busse

Die Herren von Busse sind ein schlesisches Briefadelsgeschlecht, das 1748 geadelt wurde. Teile der Familie bestehen bis heute.

## Geschichte
Die Familie Busse ist ein Kadettenzweig der Adelsfamilie Buz. Der Name Busse findet sich erstmals zu Kloster Walkenried, als ein Rudolf Busce in einer Urkunde genannt wird. Um 1230 saß ein Rittergeschlecht Busse im Mansfeldischen, welches zwischen 1415 und 1658 als Bause oder Pause im Saalkreis nachweisbar ist. Zur gleichen Zeit trat die Ministerialen und Ratsfamilie von Busse im Raum Warburg auf, deren Stammreihe mit dem Knappen Henricus I. von Busse (1215–1254) beginnt. Dessen Sohn Bertold I. (1240–1306) wurde im Jahre 1306 auf der Paderborner Domfreiheit enthauptet.
Der preußische König Friedrich der Große erhob am 13. September 1748 den Geheimrat und Direktor der Kriegs- und Domänenkammer in Glogau Christian von Busse in den Adelsstand. Christian von Busse war Bürgermeister in Freienwalde und Pächter von Quilitz (heute Neuhardenberg). Später erwarb er u. a. Neuguth sowie die Heinzenburg im Kreis Lüben.
Die Familie von Busse hatte umfangreichen Besitz in Schlesien und Westpreußen und stellte zahlreiche hohe Offiziere und Beamte.

## Besitzungen
- Andersdorf, Glogau[6]
- Bartsch, Lüben[7]
- Bischdorf, Groß Wartenberg[8]
- Culm, Lüben[7]
- Heinzendorf, Lüben[6]
- Herbersdorf, Lüben[7]
- Herrnlauersitz, Guhrau[9]
- Karitsch, Glogau[6]
- Mühlheide, Glogau[9]
- Neudorf, Lüben[6]
- Neuguth, Lüben[6]
- Neu-Marchwitz, Breslau[6]
- Niederschönau, Groß Wartenberg[9]
- Ober-Gläserdorf, Lüben[7]
- Ossen, Groß Wartenberg[8]
- Polnisch Marchwitz, Breslau[6]
- Pudel, Glogau[9]
- Weidenbach, Groß Wartenberg[10]
- Wengeln, Lüben[9]
- Würchwitz, Glogau[10]

## Wappen
Blasonierung: Der gespaltene Schild zeigt rechts in Silber Kopf und Hals eines gold-gekrönten und -bewehrten schwarzen Adlers mit roter Zunge, links in Rot drei rechtshin liegende blaue Fische (Butten) übereinander. Auf dem gekrönten Helm mit rechts schwarz-silbernen, links rot silbernen Decken ein offener mit zwei goldenen Kleestängeln belegter schwarzer Flug.
Historische Wappendarstellungen

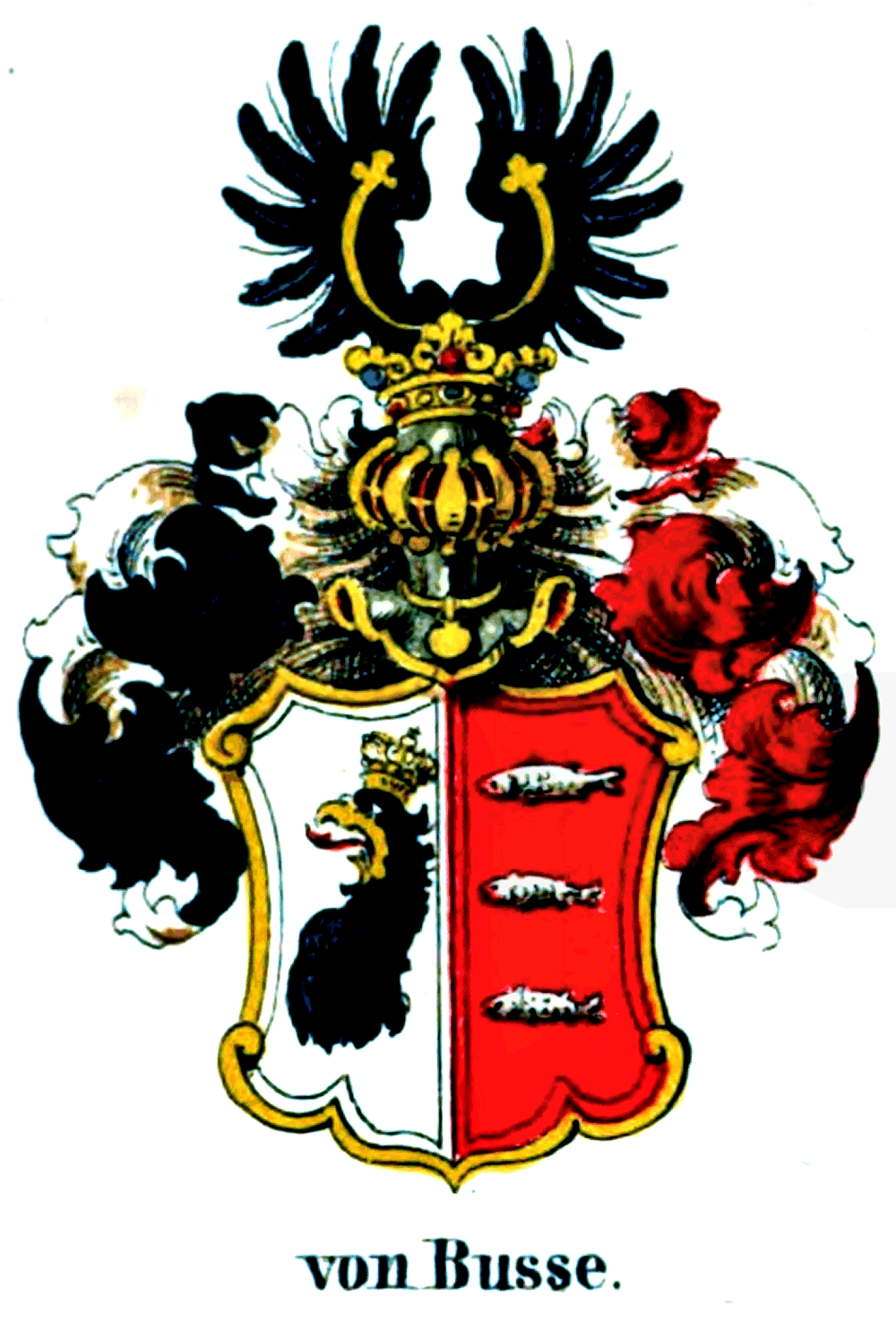
Wappen der Herren von Busse nach Leonhard Dorst, (1748)
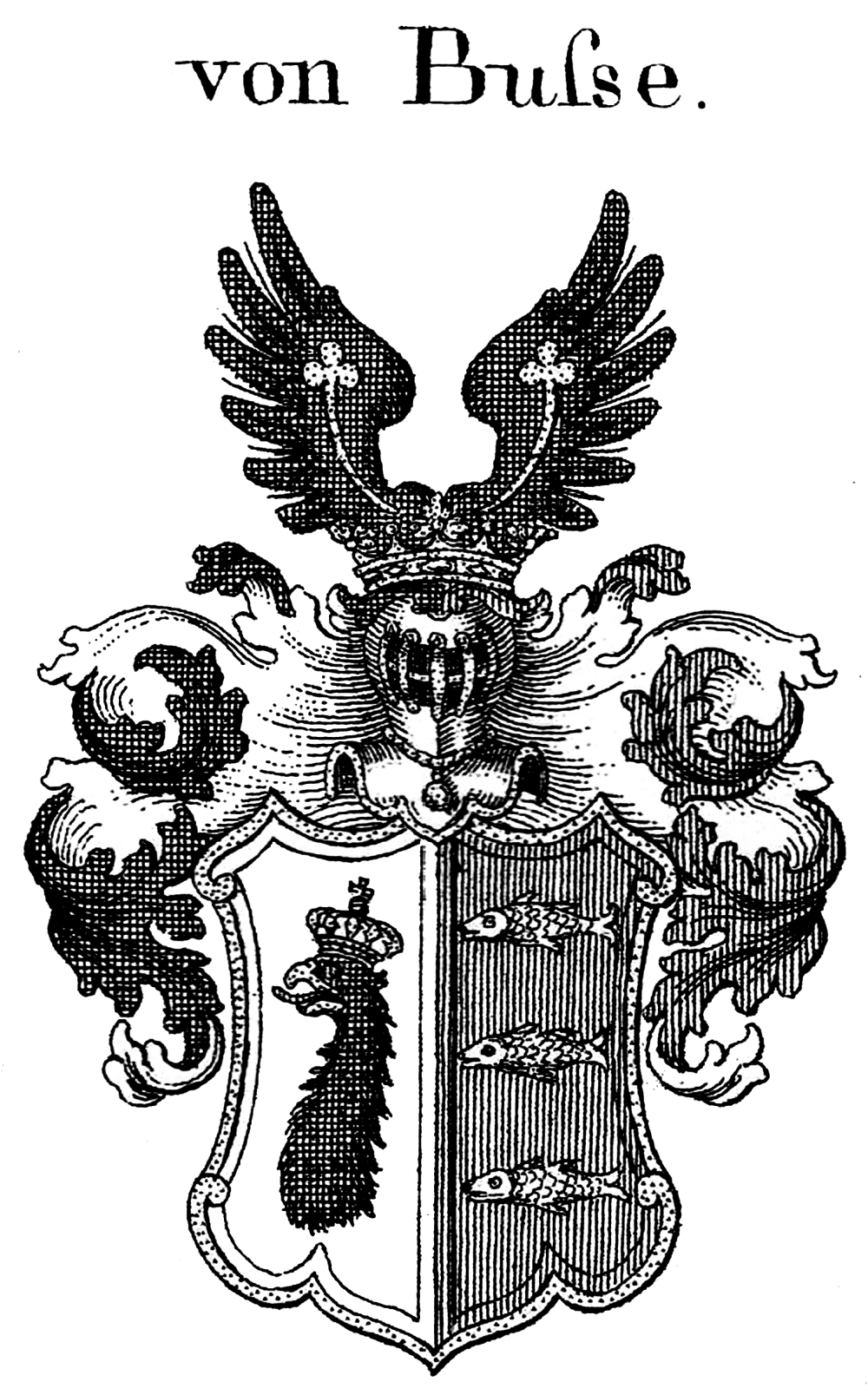
Wappen der Herren von Busse nach Konrad Tyroff (1832)

## Namensträger
- Christian von Busse (1689–1764), Geheimrat und Kammerdirektor[12][13]
- Christian Daniel von Busse (1746–1816), Landesältester, Marschkommissar und Kammerdirektor
- Ewald von Busse (1776–1852), preußischer Generalmajor
- Rudolf Maximilian von Busse (1783–1864), preußischer Generalleutnant
- Alexander von Busse (1814–1878), preußischer Generalleutnant
- Hermann von Busse (1818–1894), Jurist, Reichstagsmitglied
- Richard von Busse (1847–1894), Gutsbesitzer und Landrat[14]
- Leo von Busse (1876–1916), Landeshauptmann von Schlesien

## Weitere Adelsfamilien von Busse bis 1908
Das Gothaische Genealogische Taschenbuch wie auch das Genealogisches Handbuch des Adels weisen weitere Adelsfamilien von Busse aus und publizierten diese jeweils im gleichen Band. Eine weitere Familie von Busse wurde 1799 nobilitiert und besaß mit Andreas von Busse und seinem Vater, dem Ritterschaftsrat August von Busse, Begüterungen in Westpreußen. 1859 erhielt Eduard Busse auf Rowag im Kreis Neisse die preußische Adelslegitimation, seine Nachfahren sind u. a.: der Generalleutnant Johannes (Hanns) von Busse und seine Tochter Gisela von Busse aus der II. Linie; sowie aus der I. Linie Hans Joachim von Busse (1896–1946), deutscher Verwaltungsjurist und Ministerialbeamter und dessen Sohn Hans-Busso von Busse (1930–2009), deutscher Architekt und Hochschullehrer. 1908 erhielt der Landwirt Otto von Busse-Ottensund ebenso in Preußen seine Legitimation.

### Sekundärliteratur
- Rolf Straubel: Biographisches Handbuch der preußischen Verwaltungs- und Justizbeamten 1740–1806/15. 1. Auflage, in: Einzelveröffentlichungen der Historischen Kommission zu Berlin; 85, De Gruyter, Berlin 2009, ISBN 978-3-598-44130-1.
- Kurt von Priesdorff: Soldatisches Führertum. Band 5, Hanseatische Verlagsanstalt Hamburg, o. O. [Hamburg], o. J. [1938], S. 474–475, Nr. 1658. DNB 367632802
- Joseph Franzkowski: Geschichte der freien Standesherrschaft, der Stadt und des landrätlichen Kreises Gross Wartenberg. Selbstverlag, Groß Wartenberg 1912. Opole Digitalisat
- Schlesisches Wappenbuch oder die Wappen des Adels im Souverainen Herzogthum Schlesien der Grafschaft Glatz und der Oberlausitz. Band 1–3, Hrsg. Leonard Dorst, G. Heinze & Co., Goerlitz 1847.
- Johann Georg Knie Alphabetisch-statistisch-topographische Übersicht der Dörfer, Flecken, Städte und andern Orte der königl. Preuß. Provinz Schlesien. 2. Auflage, Graß, Barth und Comp., Breslau 1845. Digitalisat